# Догель Михайло Іванович
Михайло Іванович Догель (нар. 1 січня 1865, Казань, Російська імперія — пом. 5 серпня 1936, Париж, Франція) — доктор міжнародного права. Приват-доцент Харківського університету (1895—1896)

## Життєпис
Народився 1 січня 1865 року в сім'ї професора фармакології. У 1888 році закінчив Казанський університет, де пройшов курс з званням дійсного студента фізико-математичних наук. У 1890 році витримав випробування в юридичній випробувальної комісії при Казанському університеті, а в грудні 1890 року вступив на службу до міністерства юстиції.
У 1891 році був призначений кандидатом на судові посади при Казанському окружному суді. У 1892 році отримав закордонне відрядження за власний рахунок для наукових занять. Повернувшись з відрядження, витримав відповідний іспит на ступінь магістра міжнародного права і отримав звання приват-доцента при Казанському університеті. У червні 1895 за розпорядженням міністерства народної освіти призначений приват-доцентом Харківського університету по кафедрі міжнародного права, а в листопаді 1896 переміщений в званні приват-доцента по кафедрі міжнародного права в Казанський університет. Приват-доцент кафедри міжнародного права юридичного факультету Петербурзького університету з 1911 по 1913 рік.
У 1918 році співробітник Посольства Української Держави в Румунії.
У 1919 році емігрував до Константинополя. Був обраний товаришем голови правління Російського комітету в Туреччині. Переїхав до Франції, жив у Парижі. Читав лекції на Російському юридичному факультеті Паризького університету (1925—1926). Професор. Виступав з доповідями в російських організаціях (1920-ті). Помер 25 серпня 1936 року в Парижі.

## Наукові праці
- Догель, М. Юридическое положение личности во время сухопутной войны: Комбатанты.-Казань: Типо-литография Императорского Университета,1894.-368с.